# Blitz (mouvement)
Pour les articles homonymes, voir Blitz (homonymie).

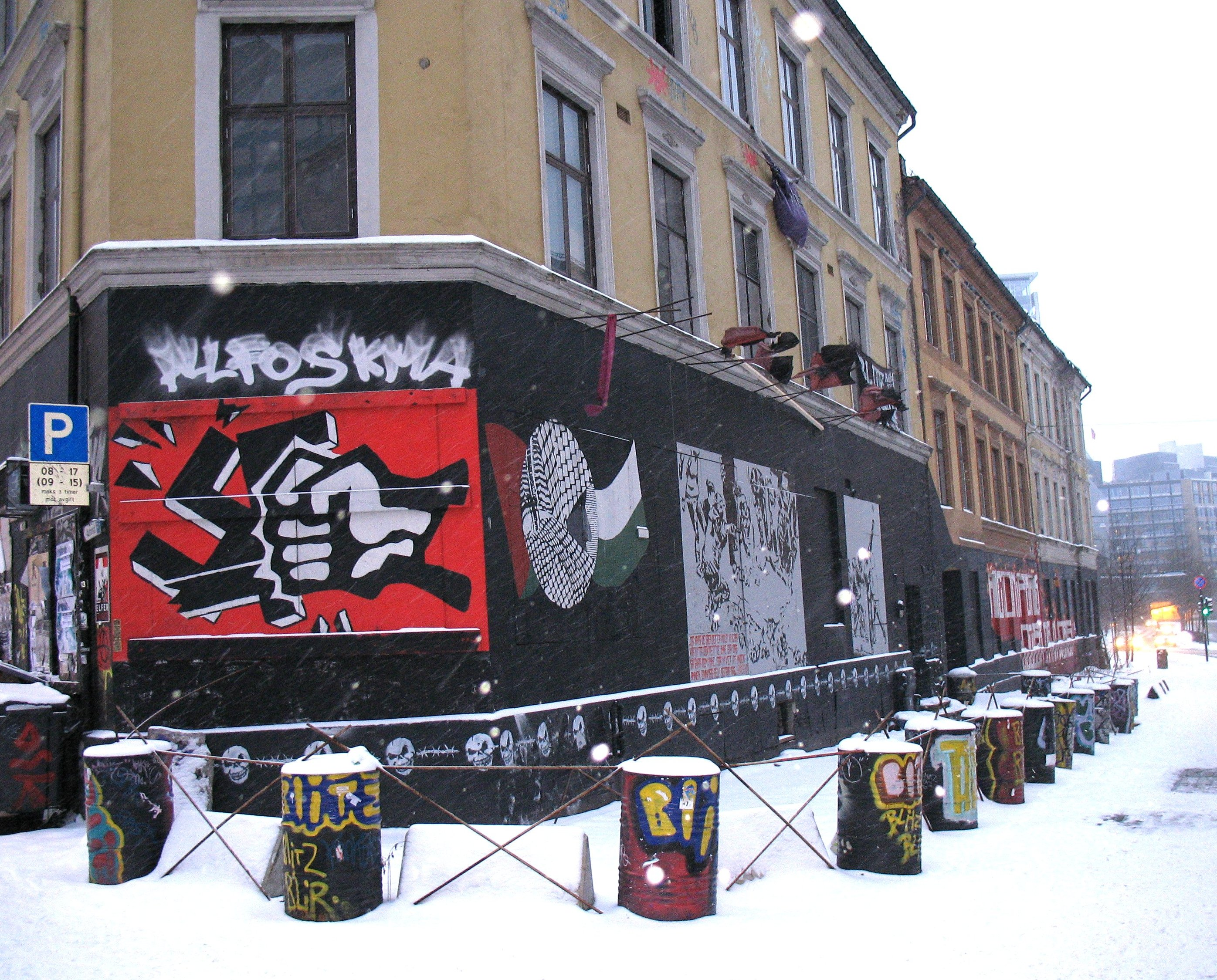
La maison Blitz en 2006.

La maison Blitz en 2007.

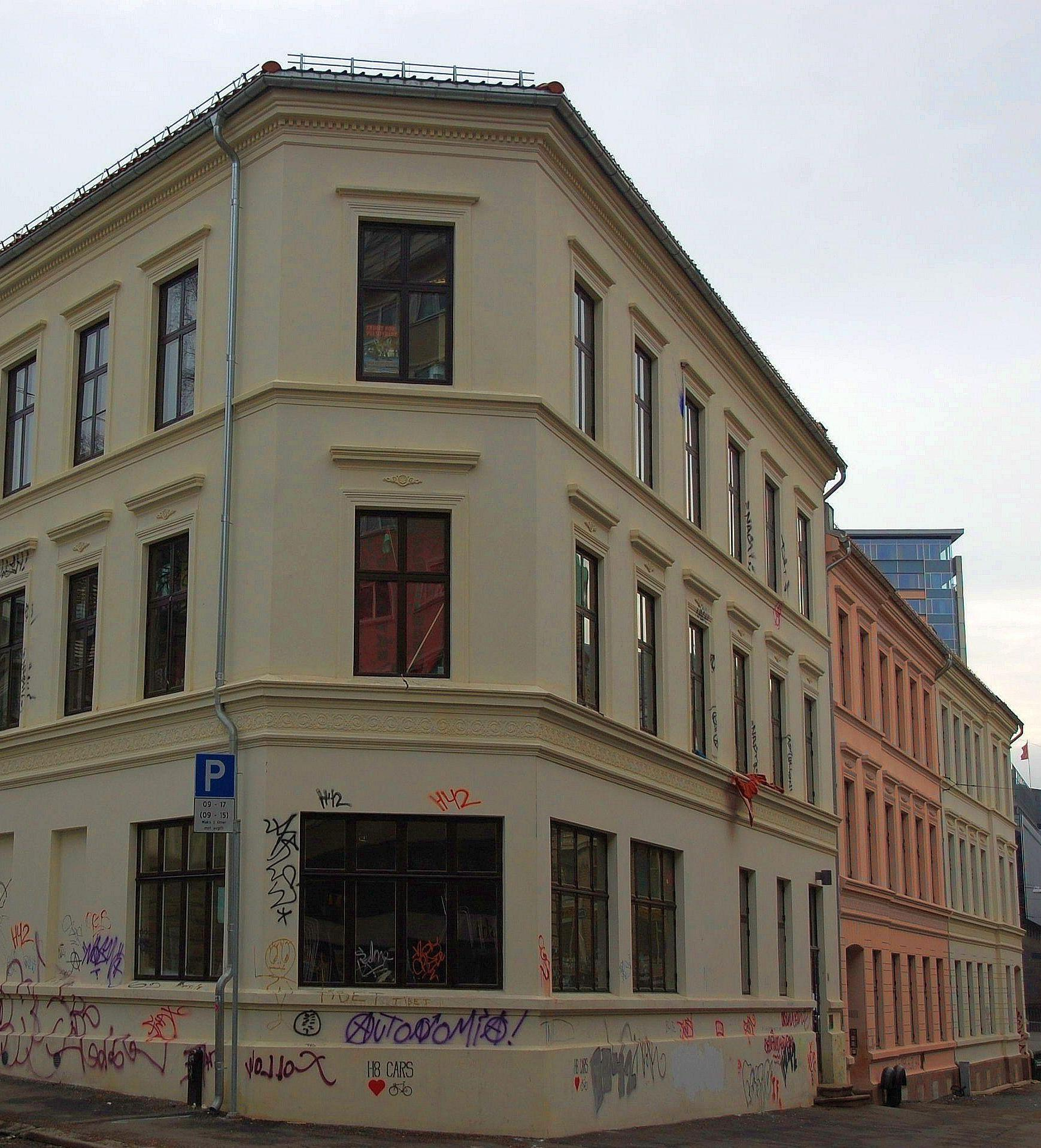
La maison Blitz après rénovation en 2010.

En Norvège, Blitz est le nom d'un immeuble occupé dans le centre d'Oslo, 30 C Pilestredet depuis 1982.
Autour d'un café resto végétarien, d'une librairie et d'une salle de concert, se retrouvent des individus et des collectifs de la gauche radicale : féministe, antifa, anarchiste, communiste ou socialiste.
Ce centre social est parfois épinglé pour les méthodes violentes utilisées dans l'action politique.

## La maison
La maison Blitz (en norvégien : Blitzhuset) est une maison autonome du centre d'Oslo. Elle a d'abord été, dès 1981, un squat au 6 Skippergata, dans le centre-ville, avant de devenir un centre de l'activisme socialiste, communiste et anarchiste norvégien.
En 1982, le groupe est expulsé de Skippergata et déménage au 30c Pilestredet, où un accord est conclu entre la ville et les squatters : ils louent la maison pour un loyer symbolique, et en retour ils assurent l'entretien du bâtiment.
En 2002, le conseil municipal, alors dirigée par le Parti Conservateur, met la maison en vente. Les militants se mobilisent massivement et, entre autres, ravagent l'entrée de l'hôtel de ville d'Oslo. La maison est retirée de la vente.

### Le projet
La maison sert de foyer à diverses activités. Elle accueille entre autres une librairie de littérature politique, le réseau Action antifasciste (AFA), d'une cellule de soutien à Mumia Abu-Jamal, un groupe et une radio (radioRakel) féministes, ou encore une imprimerie à but non lucratif. Blitz a aussi un café spécialisé dans la cuisine vegan. Les salles de répétition et de concert et le studio d'enregistrement servent de point de ralliement pour des groupes de ska, de punk hardcore et de hip-hop.

### Activisme politique
Pendant les années 1980, Blitz est impliqué dans de nombreuses manifestations radicales, par exemple lors de la visite du Premier ministre britannique Margaret Thatcher en 1986, et celle du secrétaire américain à la Défense Caspar Weinberger, en 1987. Les manifestations se terminant en combats de rue entre les sympathisants de Blitz et la police.
À partir des années 1990, Blitz a régulièrement perturbé des réunions de partis de droite tels que le Parti du Progrès, le  Fedrelandspartiet et les Démocrates.
En 2008 et 2009, Blitz a ouvertement pris part aux émeutes qui ont secoué Oslo.

### Fais divers
En 1993, Varg Vikernes, le bassiste du groupe Mayhem avait prévu de faire exploser la maison Blitz. Il avait stocké 150 kg d'explosifs et 3 000 munitions lorsqu'il est accusé du meurtre du guitariste et leader de son groupe, Euronymous.